# Il mio canto libero (brano musicale)
Il mio canto libero è un brano musicale scritto nel 1972 da Lucio Battisti e Mogol. È stato pubblicato come ultima traccia dell'omonimo album e, poco prima, come lato A del singolo Il mio canto libero/Confusione.

## Descrizione
(Mogol-Battisti, Il mio canto libero)
Il testo del brano ha spunti autobiografici: Mogol lo scrisse dopo la separazione dalla moglie e l'incontro con una nuova compagna, la pittrice-poetessa Gabriella Marazzi, insieme a cui acquistò un mulino (trasformato poi nello studio di registrazione Il Mulino) e un vecchio cascinale (ricoperto dalle «rose selvatiche») in cui abitare.
Oltre alla versione originale in italiano con la voce femminile di Vanda Radicchi, esistono versioni del brano cantate da Lucio Battisti in spagnolo (Mi libre canción), francese (Ma chanson de liberté), tedesco (Unser freies Lied) e inglese (A Song to Feel Alive). Quest'ultima versione fu inserita nell'album Images, destinato al mercato statunitense.

## Cover
Nel corso degli anni sono state realizzate numerose cover de Il mio canto libero.
- Nel 1998, Amedeo Minghi realizza per l'album dal vivo Decenni Tour in omaggio a Lucio Battisti.
- Nel 1999, Paolo Meneguzzi incide la cover in spagnolo intitolata Mi libre canción per l'album Emociónes (WEA, 398429800-2), pubblicato in Argentina.
- Nel 2002, Gianni Morandi e Raffaella Carrà hanno accennato parte della canzone nel programma Uno di noi, dello stesso Morandi, durante un'intervista a quest'ultima.
- Nel 2004, Fiorello ha reinterpretato la canzone nel suo album A modo mio.
- Nel 2006, Laura Pausini e Juanes realizzano una cover de Il mio canto libero inserendola nell'album Io canto, della stessa Pausini.
- Nathalie, cantante in gara al Festival di Sanremo 2011 nella categoria Artisti, durante la terza serata della kermesse dedicata al 150º anniversario dell'Unità d'Italia, ha interpretato Il mio canto libero (cover inserita nella compilation celebrativa Nata per unire).
- Francesca Michielin l'ha interpretata al Festival di Sanremo 2016 nella terza serata dedicata alle cover.
- I cantanti spagnoli Rosario Flores e Sergio Dalma hanno registrato Mi libre canción per i loro rispettivi album Cuéntame (2009)[2] e Vía Dalma (2010)[3].
- I Coma Cose l'hanno interpretata al Festival di Sanremo 2021 nella terza serata dedicata alle cover, accompagnati sul palco del Teatro Ariston da Alberto Radius e dai Mamakass, che ne hanno realizzato l'arrangiamento con la direzione orchestrale di Vittorio Cosma.
- Bianca Atzei ha interpretato la canzone nel suo omonimo album del 2023.